# 尚普莱 (卢瓦雷省)
尚普莱（法語：Champoulet，法語發音：[ʃɑ̃pulɛ]）是法国卢瓦雷省的一个市镇，位于该省东南部，属于蒙塔日区。

## 地理
尚普莱（47°39'29"N, 2°55'9"E）面积9.36 平方千米，位于法国中央-卢瓦尔河谷大区卢瓦雷省，该省份为法国中北部省份，北起埃松省，西北接厄尔-卢瓦省，西南接卢瓦-谢尔省，南至涅夫勒省和谢尔省，东临约讷省，东北接塞纳-马恩省。
与尚普莱接壤的市镇（或旧市镇、城区）包括：布莱诺、皮赛地区巴蒂伊、布勒托、拉沃、皮赛地区达马里、圣普里韦。

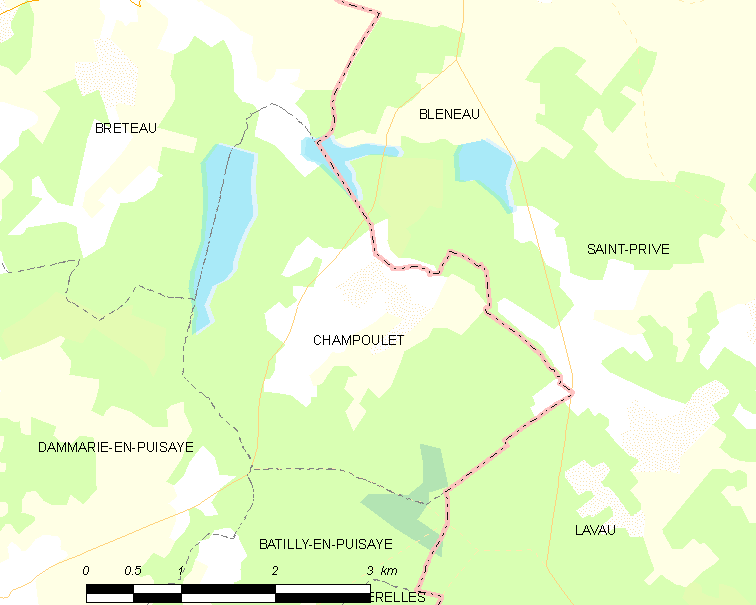
的OSM定位图

尚普莱的时区为UTC+01:00、UTC+02:00（夏令时）。

## 行政
尚普莱的邮政编码为45420，INSEE市镇编码为45070。

## 政治
尚普莱所属的省级选区为日安县。

## 人口

1962-2008年间人口变化图示

尚普莱于2022年1月1日时的人口数量为52人。